# Pico da Caldeira
O Pico da Caldeira é uma elevação portuguesa localizada próximo da freguesia açoriana do Norte Pequeno, concelho da Calheta, ilha de São Jorge,arquipélago dos Açores.
Este acidente geológico encontra-se geograficamente localizado próximo da freguesia do Norte Pequeno e da localidades dos Biscoitos e encontra-se intimamente relacionado com maciço montanhoso central da ilha de são Jorge do qual faz parte. Nas próximidades desta formação encontra-se o Pico do Paul, o Pico da Fonte, e o Pico das Brenhas
Esta formação geológica localizada a 636 metros de altitude acima do nível do mar apresenta escorrimento pluvial para a costa marítima e deve na sua formação geológica a um escorrimento lávico e piroclástico bastante antigo.